# Hakan Olkan
Hakan Olkan (* 9. Januar 1992 in Istanbul) ist ein türkischer Fußballspieler.

## Karriere
Olkan kam im Istanbuler Stadtteil Şişli auf die Welt. Hier begann er in der Nachwuchsabteilung von Küçüksu Yenimahalle SK mit dem Vereinsfußball und durchlief später die Nachwuchsabteilungen von İstanbul Gençlik Hizmetleri ve Spor İl Müdürlüğü und Beşiktaş Istanbul. 2010 wechselte er zum Amateurklub Yeniköyspor und spielte hier zwei Spielzeiten in der Bölgesel Amatör Lig, der höchsten türkischen Amateurliga und fünfthöchsten türkischen Liga. 2012 wechselte er innerhalb dieser Liga zu Çerkezköyspor und eine weitere Saison später zum Viertligisten Çıksalınspor. Bei diesem Verein erhielt er auch seinen ersten Profivertrag.
Im Sommer 2014 verpflichtete ihn der südtürkische Erstligist Mersin İdman Yurdu. In der letzten Woche der Sommertransferperiode 2014 wurde er an den Drittligisten Tarsus İdman Yurdu ausgeliehen.